# حكايات مسافر (كتاب)
كتاب حكايات مسافر هو كتاب من تأليف الدكتور مصطفى محمود وهو ببساطة انطباعات للدكتور مصطفى محمود عن بلاد زارها.. وركز على باريس ولندن وبيروت وطرابلس ليبيا..
ما يميز فكر مصطفى محمود هو الاختلاف ! .. فإذا كانت كتب أدب الرحلات تصف لك الشوارع والمزارات والمتاحف بكل بلد.. فإن مصطفى محمود يصف ما وراء ذلك.. رأيه في مواطني البلد أنفسهم وفي أيدولوجيتهم في التعامل معك كسائح !

## مقتطفات من الكتاب
- “الإستسلام للعاطفة تأخر وليس علامة تقدّم، وإنما علامة التقدم أن تخضع عواطفنا لعقولنا، وتخضع عقولنا لإرادتنا، وتخضع إرادتنا لمثلنا العليا.”
- “إن الحضارة تقوم على ساقين: إحداهما الكتب.. والأخرى المصانع الكتب تصنع للإنسان الغايات مثل الآداب والعلوم والفنون.. وفي المصانع يصنع الإنسان الوسائل إلى هذه الغايات”
- “ما أجمل رؤية القاهرة من بعيد.. من ميدان الكونكورد.. وشارع الشانزليزيه وشارع دونج سترايت.”
- “من السهل ان تنتصر الغريزة وتسود الشهوة...ولكن أصعب الصعب أن يسود العقل، فالانسان لا يولد الا لحظه يسود عقله تصرفاته... من تلك اللحظة فقط يبدأ تاريخه وعمره الحقيقى”
- “متى نفهم أن الرجولة هي الجلد على العمل وحمل المسؤولية والصمود للعقبات الجسام والبطولة في الميدان وفداء الأوطان وأن المجد الحقيقي ليس مكانه مخادع الغواني وإنما المعامل والمصانع والحقول وميادين القتال”
- “من السهل أن تنتصر الغريزة، وتسود الشهوة، ولكن أصعب الصعب أن يسود العقل، والإنسان لا يولد إلا لحظة يسود عقله تصرفاته.. من تلك اللحظة فقط يبدأ تاريخه وعمره الحقيقي”
- “الإستسلام للعاطفة تأخر وليس علامة تقدّم، وإنما علامة التقدم أن تخضع عواطفنا لعقولنا، وتخضع عقولنا لإرادتنا، وتخضع إرادتنا لمثلنـــا العليـــا”
- “كل ما في عالمنا اليوم من ثورات هي مراحل ما قبل الثورة.. إنها الثورات التي يجب أن تثور على نفسها إذا أرادت ان تحقق حرية حقيقية للإنسان وليس شعارات زائفة كاذبة”
- “أدركت بعد ساعات من التسكع في هذا الشارع أني لا أتفرج على ألمانيا.. وإنما أتفرج على نفسي.. على الصورة التي في ذهن الألمان عني وعن السواح من كل الألوان.”
- “وكنت أحس بأن كل الأطفال يمكن أن يكونوا أطفالى.. وكل العجائز يمكن أن يكونوا آبائى..وكل الدنيا يمكن أن تكون وطنى..”
- “خذوا نساءنا واعطونا أرضكم”

## وصلات خارجية
- فيديو حلقات الدكتور مصطفى محمود.
- مدونة الدكتور مصطفى محمود.
- «كان نائماً في سكينة تامة لم يستيقظ منها»: ابنة مصطفى محمود ل ـ«العربية. نت»: العالم الكبير رحل في هدوء، العربية نت، 31 أكتوبر 2009.
- صفحة مصطفى محمود على موقع أبجد
- صفحة اقتباسات مصطفى محمود على موقع أبجد
- صفحة باسم الدكتور رائعة على الفيس بوك
- الفيلم الوثائقي العالم والايمان على اليوتيوب
- محمود تحميل كتب الدكتور مصطفى محمود كاملة pdf